# Tere Tereba
 (mars 2015).
Si vous disposez d'ouvrages ou d'articles de référence ou si vous connaissez des sites web de qualité traitant du thème abordé ici, merci de compléter l'article en donnant les références utiles à sa vérifiabilité et en les liant à la section « Notes et références ».
Tere Tereba est une écrivaine et styliste américaine née à Warren (Ohio).

## Biographie
Elle s'installe à Los Angeles dans les années 1960 où elle fréquente Jimi Hendrix, Michael Bloomfield, Jim Morrison et Pamela Courson. Elle est repérée par Andy Warhol qui l'invite à New York en 1977 pour jouer dans son film Bad.

## Filmographie
- 1977 : Bad : Ingrid Joyner